# Uggleviksvägen

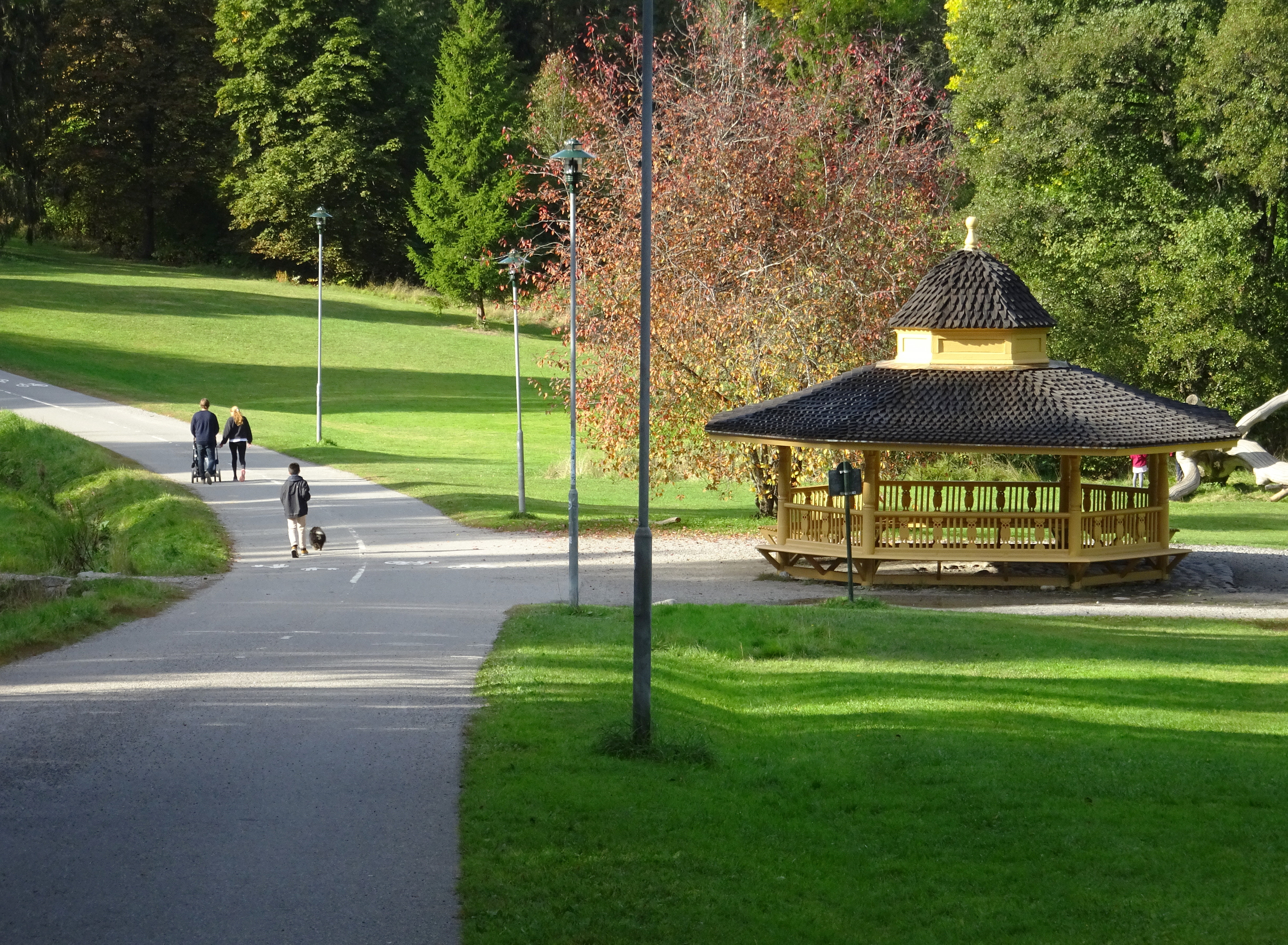
Uggleviksvägen vid Ugglevikskällans brunnspaviljong, september 2022.

Uggleviksvägen är en gång- och cykelväg inom Nationalstadsparken på Norra Djurgården i Stockholm. Vägen sträcker sig bland annat genom Lill-Jansskogen och förbi Ugglevikskällan, norr om Kungliga tekniska högskolan. Vägen är uppkallad efter Uggleviken och fick sitt nuvarande namn 1954.

## Beskrivning
Ett äldre namn för Uggleviksvägen var Mellanvägen som namngavs 1833. Denna mellanväg förband de större vägarna Drottning Kristinas väg med Fiskartorpsvägen. Från 1930-talet och fram till namnändringen 1954 hette vägen Källvägen, uppkallad efter Uggelvikskällan. Dagens Uggleviksvägens sträckning stämmer överens med gamla Källvägens och går från Södra Fiskartorpsvägen i höjd med Bobergsbron i öster till Söderbrunns koloniområde vid Björnnäsvägen i väster och är cirka 1,4 kilometer lång. 

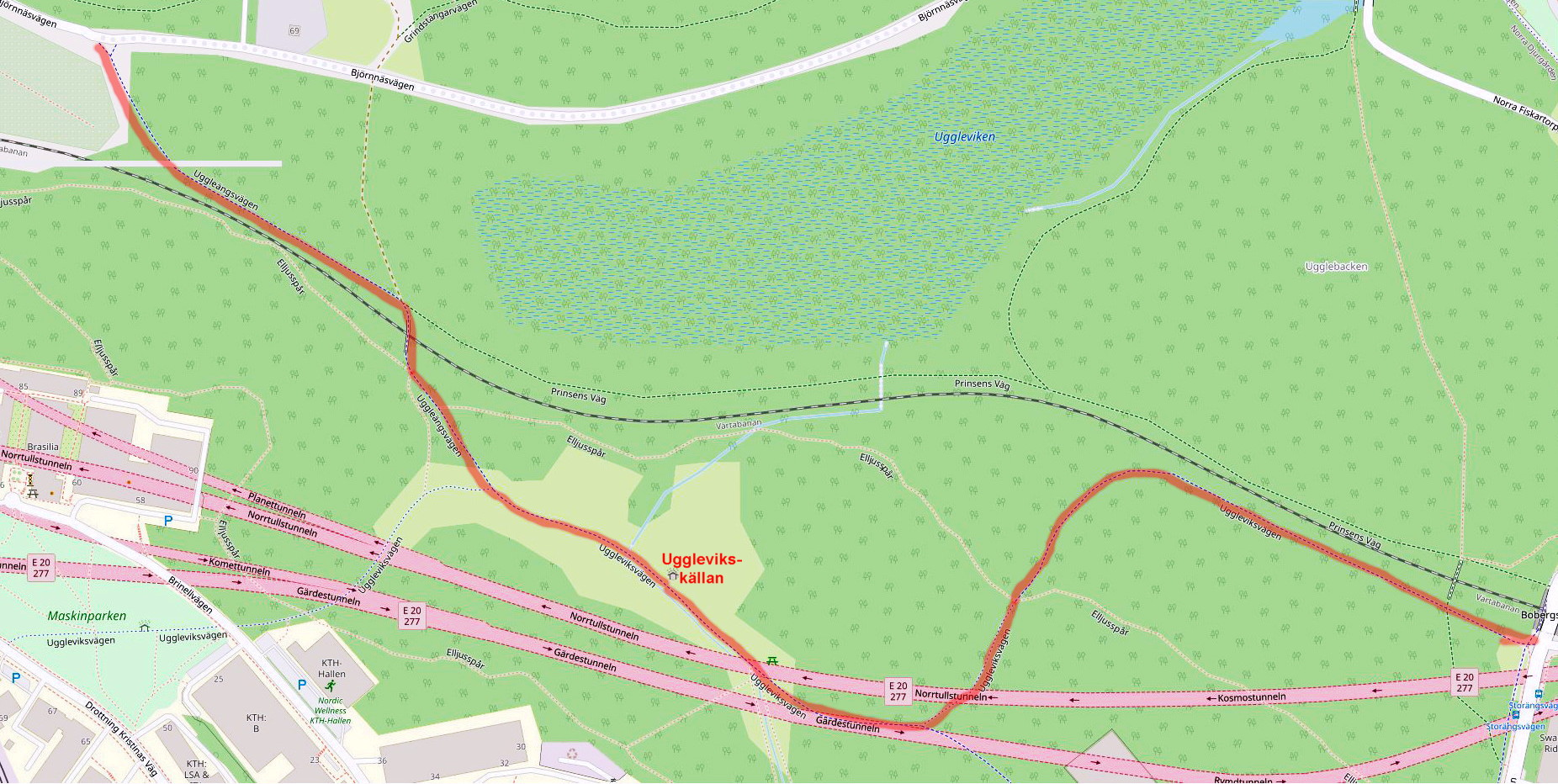
Uggleviksvägen karta, 2022.

Vägen passerar bland annat följande stationer (från öst till väst):
- Värtabanan (söder och norr om)
- Kattrumpsbacken (norr om och delvis över)
- Uggleviksreservoaren (norr och väster om)
- Ugglevikskällan (direkt intill)
- Uggleviken (väster om)
- Lill-Jansskogen (genom)
- Söderbrunns koloniområde (öster om)

### Bilder

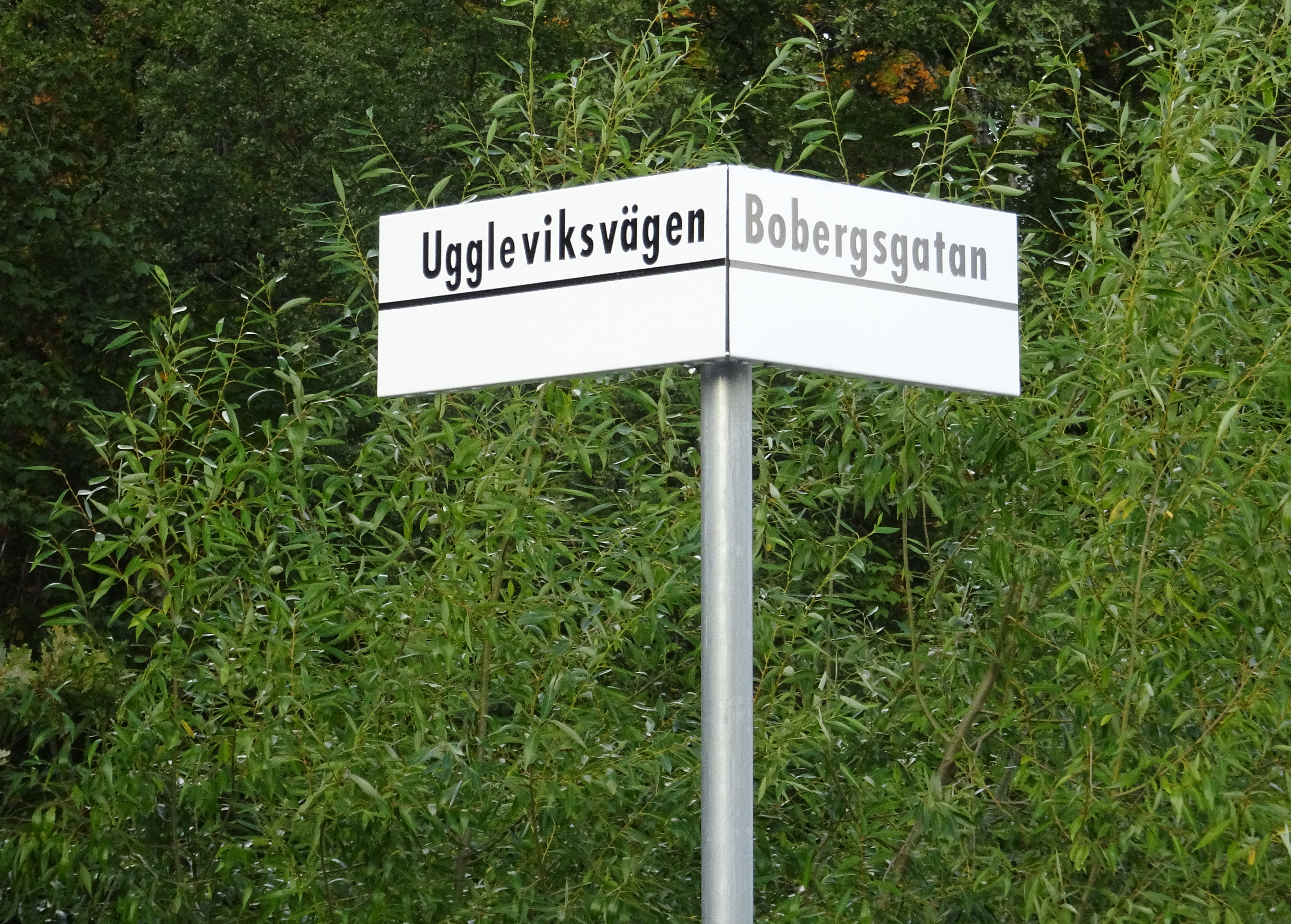
Gatuskylt vid Bobergsbron.
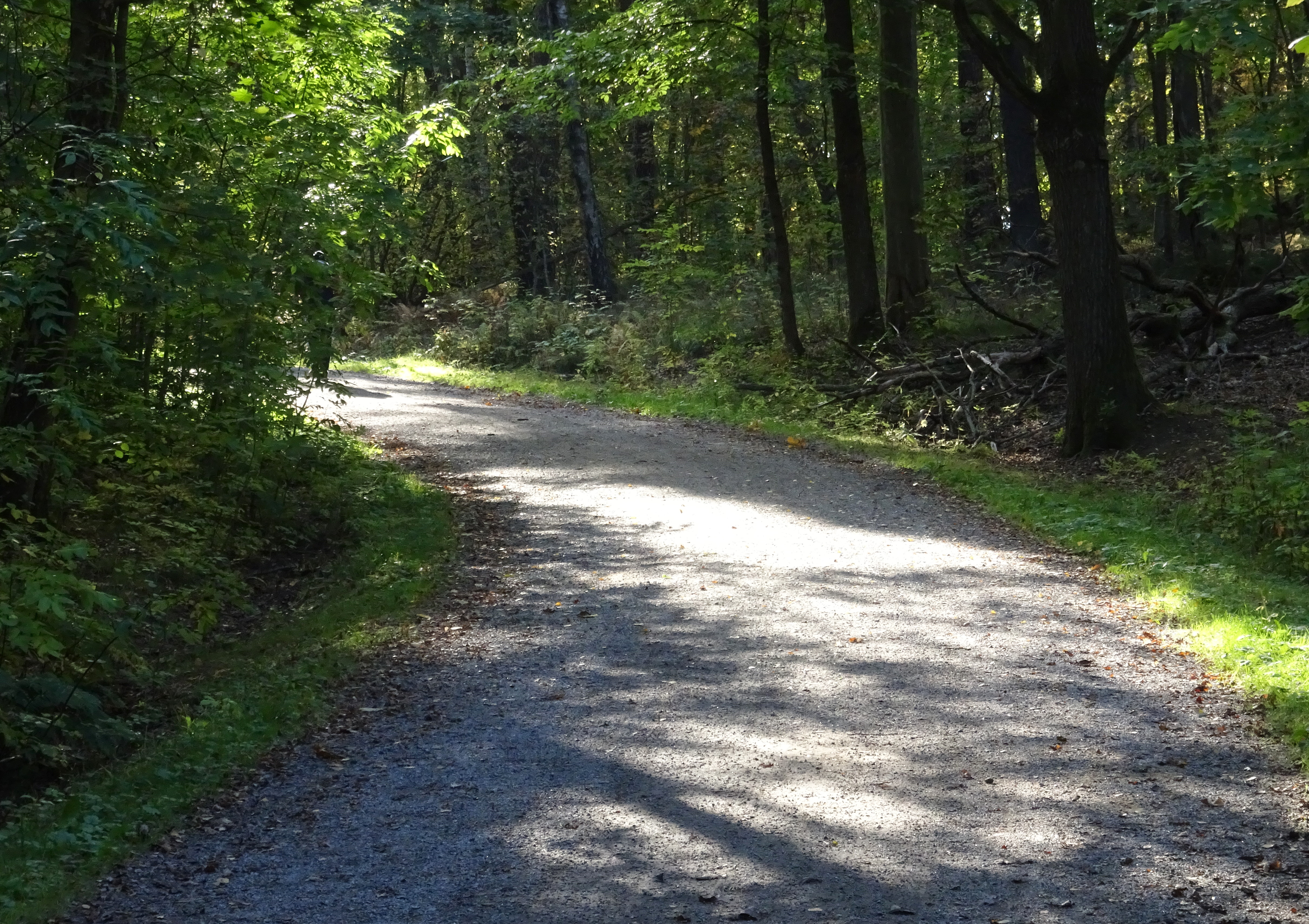
Uggleviksvägen vid Kattrumpsbacken.
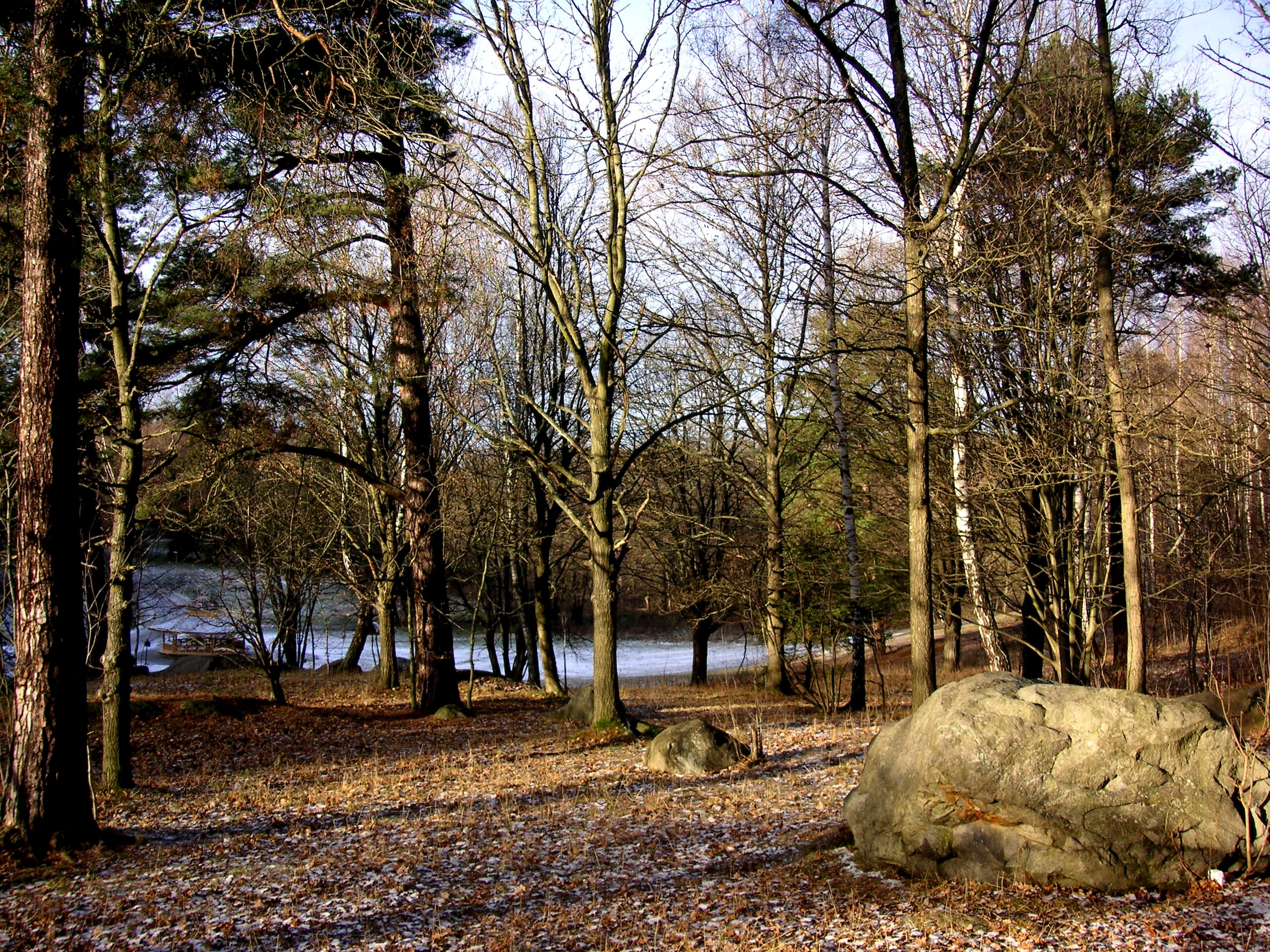
Lill-Jansskogen.
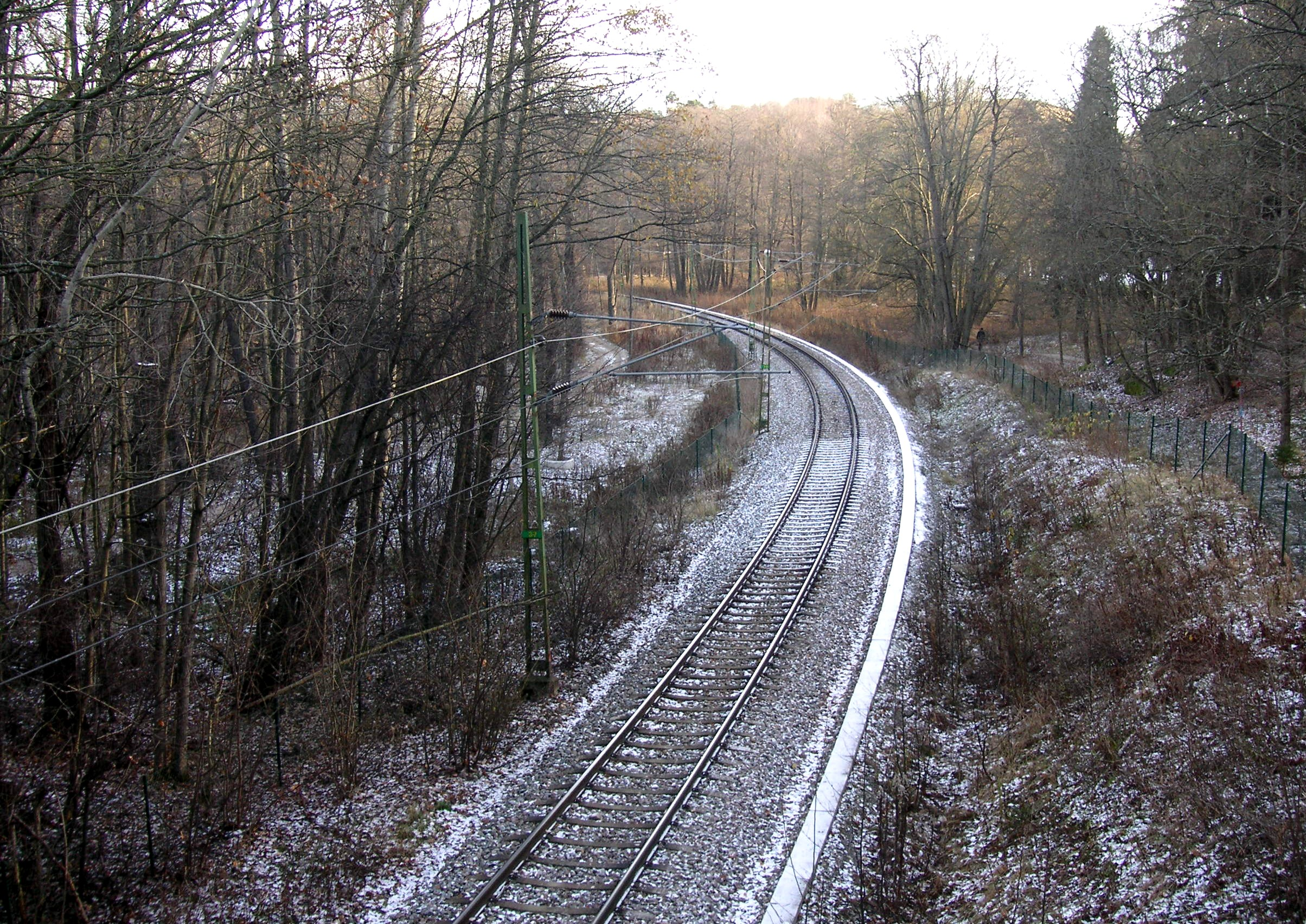
Värtabanan österut sedd från Uggleviksvägens gång- och cykelbro.